# Ondřej Čelůstka
Ondřej Čelůstka (wym. [ˈondr̝ɛj ˈtʃɛluːstka]; ur. 18 czerwca 1989 w Gottwaldovie) – czeski piłkarz grający na pozycji obrońcy w Sparcie Praga, reprezentant kraju.

## Kariera klubowa
Čelůstka grę w piłkę nożną rozpoczynał w wieku 7 lat. Jest wychowankiem klubu Tescoma Zlín, występował także w drużynach juniorskich tej drużyny. W pierwszym zespole zadebiutował 10 maja 2008 roku w meczu z Baníkiem Most. W kolejnym sezonie (2008/2009) młody prawy obrońca był już zawodnikiem pierwszej drużyny. Jako że zespół ze Zlína nie zdołał utrzymać się w Gambrinus lidze, Čelůstka stał się pożądanym zawodnikiem na czeskim rynku transferowym. Trzy bramki strzelone w końcówce rundy wiosennej jedynie przyspieszyły jego przenosiny do większego klubu. W lecie 2009 roku o Czecha pytał niemiecki klub Hannover 96, jednak ostatecznie Čelůstka trafił do Slavii Praga, z którą 29 czerwca podpisał czteroletni kontrakt. W klubie ze stolicy grał z numerem 5, z którym w przeszłości w Zlínie grał jego ojciec.
Po pół roku, w czasie zimowego okienka transferowego zawodnik został wypożyczony na okres rundy wiosennej do włoskiego US Palermo. W klubie z Sycylii Czech grał z numerem 89. W barwach różowo-czarnych wystąpił w zaledwie jednym meczu z Bolonią, kiedy to pojawił się na boisku w drugiej połowie. Choć Palermo zagwarantowało sobie możliwość pierwokupu, to jednak po zakończeniu wypożyczenia Čelůstka powrócił do Slavii. Sezon 2010/2011 w wykonaniu praskiego klubu był jednak wyjątkowo nieudany (dopiero dziewiąte miejsce w lidze), w związku z czym perspektywiczny obrońca ponownie zmienił pracodawcę.
8 lipca 2011 roku poinformowano, że za kwotę 900 tys. euro kartę zawodnika wykupił Trabzonspor. Z tureckim klubem Čelůstka podpisał pięcioletni kontrakt; otrzymał koszulkę z numerem 28. W rozgrywanym 13 września 2011 roku na San Siro meczu Ligi Mistrzów UEFA strzelił jedynego gola dla swojego nowego klubu podczas pojedynku z Intrem Mediolan.
12 sierpnia 2013 roku został wypożyczony na rok do angielskiego Sunderlandu. W 2014 roku przeszedł do 1. FC Nürnberg, a w 2015 do Antalyasporu.

## Kariera reprezentacyjna
Począwszy od początku 2008 roku, Čelůstka powoływany był do kolejnych reprezentacji juniorskich i młodzieżowych (U-19, 2 mecze; U-20, 4 mecze; U-21, 18 meczów, 1 gol). Z drużyną do lat 21 w 2011 roku wystąpił na rozgrywanych w Danii Mistrzostwach Europy, podczas których młodzi Czesi zajęli 4. miejsce.

## Życie osobiste
W 2009 ukończył średnią przemysłową szkołę politechniczną – COP (Střední průmyslová škola polytechnická – COP) w Zlínie.